# نايجل كوك
نايجل كوك (10 مايو 1954 في المملكة المتحدة - ) (بالإنجليزية: Nigel Cook)‏ هو لاعب كريكت بريطاني. لعب مع Norfolk County Cricket Club ‏.

## وصلات خارجية
- نايجل كوك على موقع إي آس بي آن كريك إنفو (الإنجليزية)